# Disteísmo
El disteísmo (del griego δυσ -dis-, "malo" y θεός theos, «dios») es la creencia de que un dios no es completamente bueno e incluso puede ser considerado malvado. Las definiciones del término varían en alguna medida, y un autor lo define como «donde Dios decide volverse malévolo». El extenso tema del disteísmo ha existido a lo largo milenios, como lo evidencian los dioses trickster que aparecen en sistemas de creencias politeístas y las perspectivas de otras representaciones de seres supremos (como aquellas de las religiones abrahámicas, particularmente el Antiguo Testamento ) a través de una lente no religiosa como airados, vengativos y castigadores. El concepto moderno se remonta a muchas décadas, con la figura de la época victoriana Algernon Charles Swinburne escribiendo en su obra Anactoria acerca de la antigua poetisa griega Safo y su amante Anactoria en imágenes explícitamente disteístas incluyendo el canibalismo y el sadomasoquismo.

## Antecedentes y detalles
El concepto de disteísmo se ha usado con frecuencia en la cultura popular y forma parte de varias tradiciones religiosas en el mundo. Los dioses trickster que aparecen en sistemas de creencias politeístas tienen a menudo una naturaleza disteísta. Un ejemplo de ello es Eshu, un dios trickster de la mitología yoruba que deliberadamente fomentaba la violencia entre grupos de personas para su propia diversión, afirmando que «causar conflictos es mi mayor alegría». Otro ejemplo es el dios nórdico Loki, si bien Odín también comparte estas cualidades. El zoroastrismo implica la creencia en una lucha continua entre un dios de bondad creador (Ahura Mazda) y un dios de odio destructor (Angra Mainyu), ninguno de los cuales es omnipotente, lo cual constituye una forma de cosmología dualista. El dios griego Ares, según la época y la región, fue asociado con todos los horrores de la guerra.
Los disteístas mismos pueden ser teístas o ateos, y en cualquiera de los casos, con respecto a la naturaleza del Dios abrahámico, afirmarán que Dios no es bueno, y que es posible, aunque no necesariamente, malévolo, de manera particular (pero no exclusiva) para aquellos que no desea seguir ninguna de las religiones abrahámicas . Por ejemplo, en su Pecadores en las manos de un Dios airado (1741), el predicador cristiano de avivamiento Jonathan Edwards describe a un Dios lleno de ira vengativa y desprecio. Sin embargo, la teología de Edwards asume un Dios cuya venganza y desprecio están dirigidos hacia el mal y su manifestación en la humanidad caída. Para Edwards, una deidad que ignora la corrupción moral o que se muestre indiferente hacia el mal estaría más cerca de la deidad propugnada por el disteísmo, esto es, el malévola, en tanto la justicia es una extensión del amor y la bondad moral.
Una perspectiva particular del disteísmo, un enfoque ateo, es resumida por el prominente filósofo revolucionario Mijaíl Bakunin, quien escribió en Dios y el Estado que «si Dios realmente existiera, sería necesario abolirlo». Bakunin arguía que, como «amante celoso de la libertad humana, y considerándola la condición absoluta de todo lo que admiramos y respetamos en la humanidad», la «idea de Dios» constituye una opresión metafísica de la idea de elección humana. Este argumento es una inversión de la frase de Voltaire «Si Dios no existiera, sería necesario que el hombre lo inventara».
El teórico político y activista Thomas Paine escribió de manera similar en La edad de la razón: «Cada vez que leemos las obscenas historias, los voluptuosos libertinajes, las crueles y tortuosas ejecuciones, el implacable afán de venganza, con la que está llena más de la mitad de la Biblia, sería más consistente que la llamáramos la palabra de un demonio, que la palabra de Dios». Y agregó: «Es una historia de maldad, que ha servido para corromper y hacer brutal a la humanidad; y, por mi parte, la detesto sinceramente, como detesto todo aquello que es cruel». Con todo, a diferencia de Bakunin, la condena de Paine de la supuesta naturaleza de lo divino de su tiempo no se extendió al ateísmo pleno o a la incredulidad en toda espiritualidad: Paine afirmó que aceptaba la noción deísta de un motor todopoderoso detrás de todas las cosas.

## Uso en la cultura popular
El disteísmo como concepto, si bien a menudo no se llama por tal nombre, se ha mencionado en muchos aspectos de la cultura popular. Como se indicó antes, ideas relacionadas se remontan a muchas décadas, con la figura de la época victoriana Algernon Charles Swinburne escribiendo en su obra Anactoria acerca de la antigua poetisa griega Safo y su amante Anactoria con imágenes explícitamente disteístas que incluyen canibalismo y sadomasoquismo . Ejemplos más recientes incluyen la popular serie de televisión Star Trek: El personaje ficticio Worf afirma que su raza, los klingon, no tiene dioses, porque los mataron hace siglos por ser «más problemáticos de lo que servían». Varios grupos musicales han abordado temas relacionados o directamente tocados por el disteísmo; por ejemplo, la banda de thrash metal Slayer lo condensó en el álbum God Hates Us All (Dios nos odia a todos), mientras que la banda de death metal melódico At the Gates lo ha explorado en varios trabajos tales como Terminal Spirit Disease, The Nightmare of Being o Slaughter of the Soul.